# Radžakapotásana

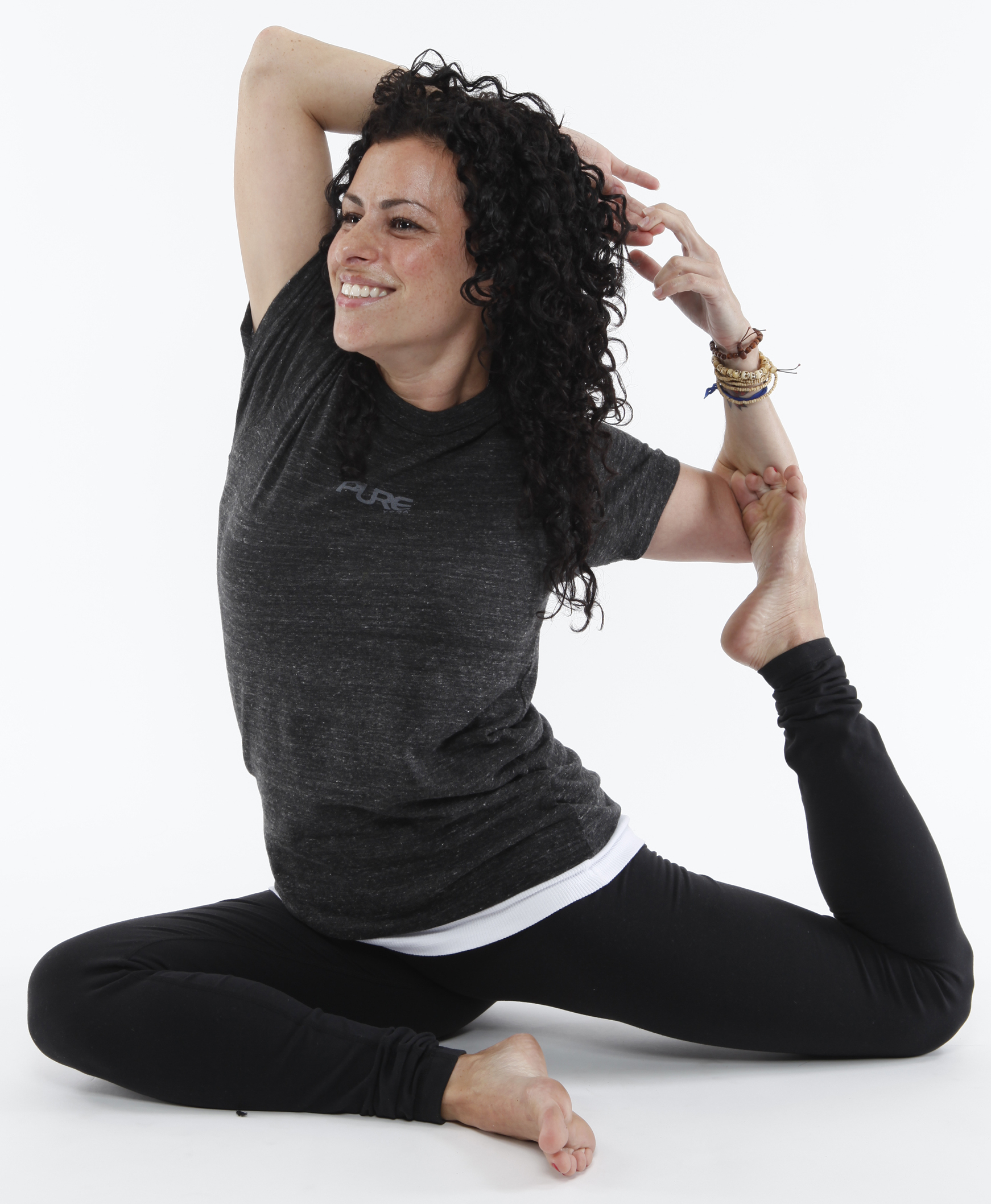
Rajakapotásana

Radžakapotásana ( राजकपोतासन) neboli Holubí král je jednou z ásan.

## Etymologie
Název pochází ze sanskrtského slova radža (राज) král, kapota (कपोत) holub a asana (आसन) posed/pozice.

## Popis
- z pozice psa hlavou dolů pokrčenou pravou nohu kolenem vložit mezi úroveň rukou, dsednout vzad., předklon.
- vzpřímený trup, položit ruce na boky a s nádechem přejít do zvýšeného hrudního záklonu, ruce položit zpět na zem
- pokrčtit levé koleno a hodidlo tlačit k hlavě, výdech , oběma rukama chytnout nohu v oblasti kotníku a plynule dýchat. Opakovat na druhou strnu